# Эскадренные миноносцы типа «Олесунн»
Тип «Олесунн» (норв. Aalesund-klasse) — серия норвежских эсминцев. Первые настоящие эсминцы ВМС Норвегии. Основой для проектирования послужили миноносцы типа "Sleipner", причем несмотря на вдвое большее водоизмещение, эсминец имел почти неотличимый от прототипа силуэт. 
Заложены в апреле 1939 года, к моменту германского вторжения еще не были спущены на воду.
После оккупации Норвегии руководство Кригсмарине решило достроить эти корабли для себя, присвоив им номера ZN-4 и ZN-5 (затем TA 7 и TA 8). Из этой затеи ничего не вышло, поскольку работы саботировались персоналом верфи. Корпуса еще удалось спустить на воду, но после этого работы фактически прекратились. 
ZN-4 27 сентября 1944 подорван в результате диверсии, опрокинулся и затонул в Хортене, разобран после 1945. 
ZN-5 23 февраля 1945 потоплен английскими бомбардировщиками, поднят после 1945 и 28 октября 1945 запланирован 
к достройке для ВМС Норвегии как эскадренный миноносец (Torpedojager) "Ålesund", в 1948 снят со строительства, 
исключен в 1950, в 1956 разобран на металл фирмой "Høvding Skipsopphugging".

## Представители проекта
| Название               | Закладка    | Спуск на воду | Вступление в строй | Судьба              |
| ---------------------- | ----------- | ------------- | ------------------ | ------------------- |
| I ZN-4 TA-7            | апрель 1939 | 29 мая 1941   | не достроен        | разобран после 1945 |
| II ZN-5 TA-8 "Ålesund" | апрель 1939 | 30 июня 1943  | не достроен        | разобран в 1956     |